# عمارة في طوكيو
تأثرت العمارة في طوكيو بشكل كبير بالتاريخ الطويل الذي مر على طوكيو، خاصة التدمير الذي لحق بها مرتين في زلزال كانتو الكبير عام 1923، وقصف طوكيو في الحرب العالمية الثانية. لذلك فإن أغلب الأبنية الموجودة حالياً هي نتاج العصر الحديث.
من أهم معالم طوكيو:
- برج طوكيو
- جسر راينبو (جسر قوس قزح)
- مبنى البرلمان الوطني
- صالة يويوغي الرياضية
- مبنى حكومة العاصمة طوكيو
- طوكيو بيغ سايت (معرض طوكيو الكبير)
- محطة طوكيو (مبنى القرميد الأحمر)
- منتدى طوكيو الدولي
- روبونغي هيلز

## معرض صور

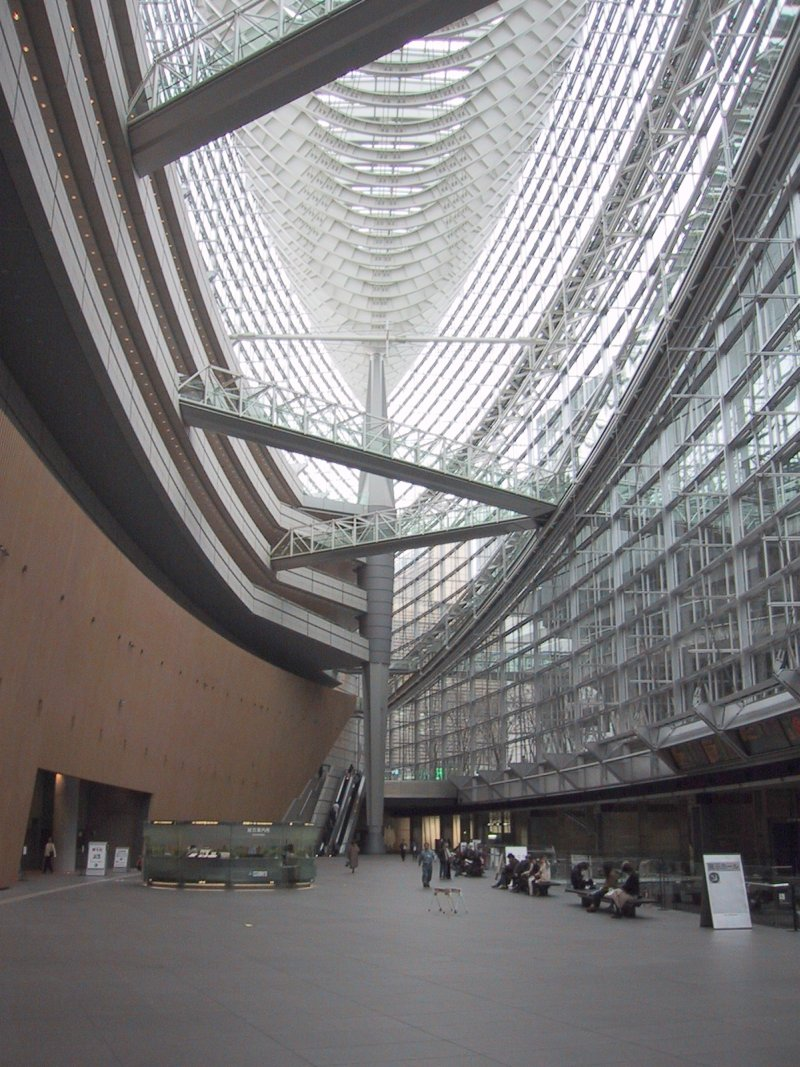
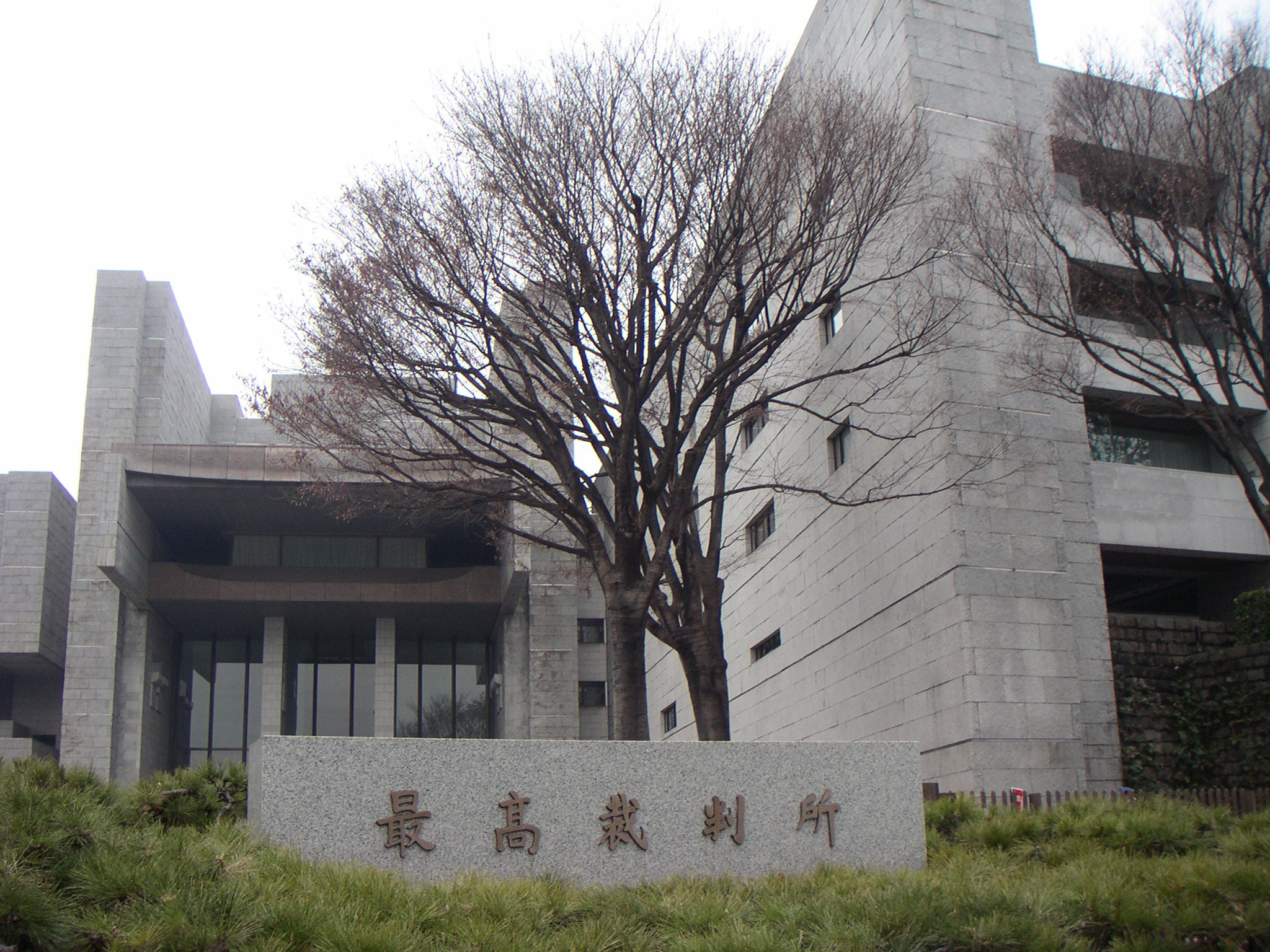
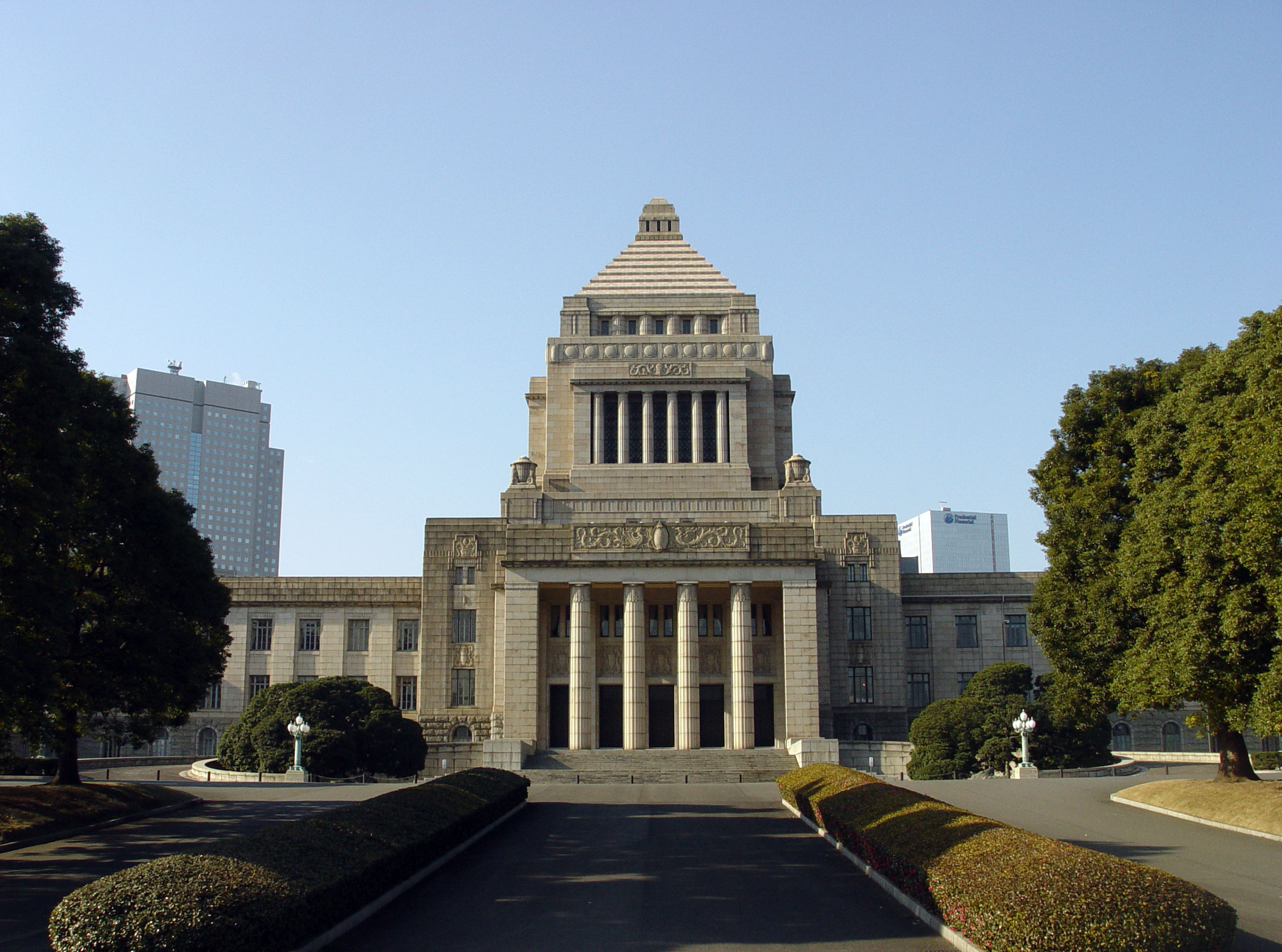
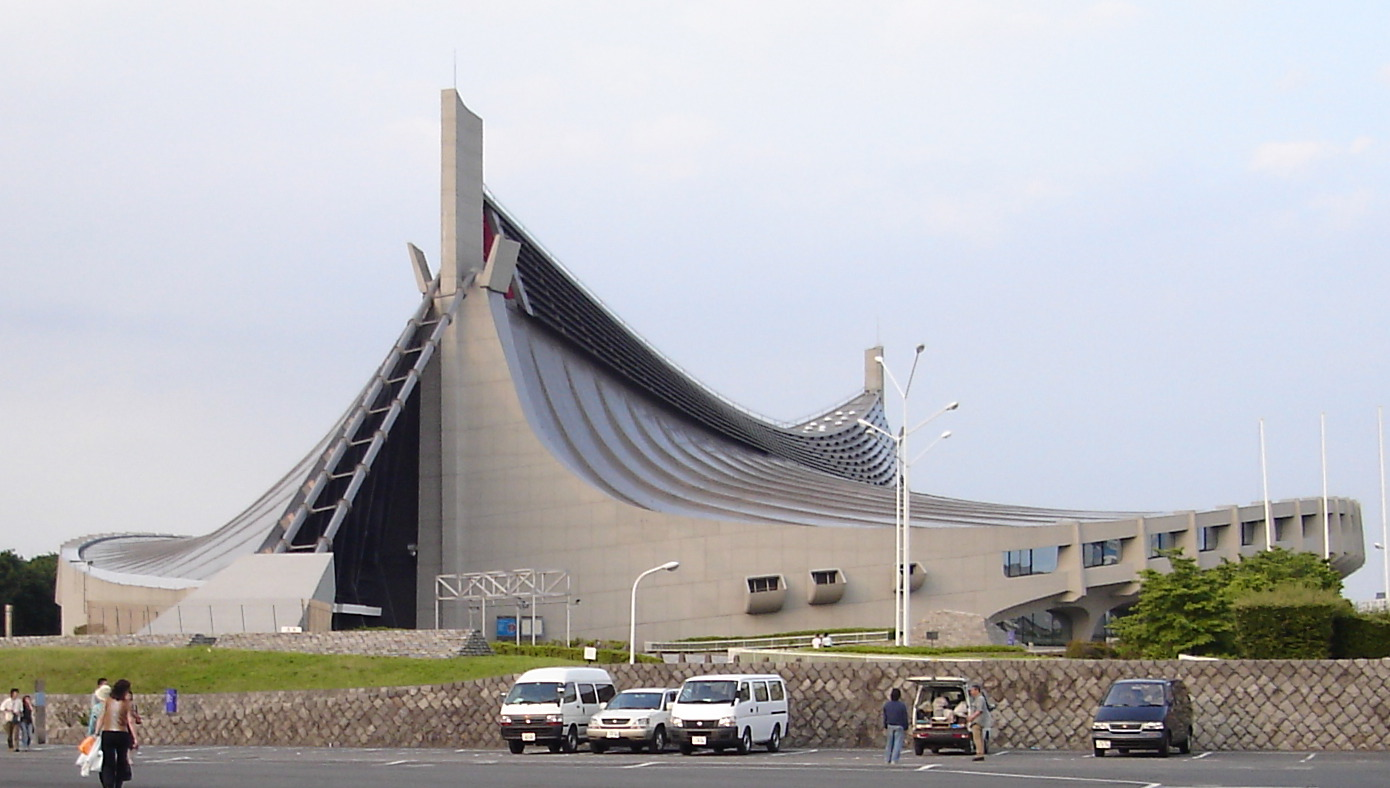